# Бранко Дуде
Бранко Дуде (Солин, код Сплита, 7. август 1913 — Ријека, јул 1997), учесник Народноослободилачке борбе, генерал-пуковник ЈНА и народни херој Југославије.

## Биографија
Рођен је 7. августа 1913. године у Солину, у сељачкој породици. Основну школу завршио је у Солину, а један разред гимназије у Сплиту. Од 1933. до 1936. године, радио је у фабрици цемента у Солину, а касније у Новом Саду и Београду. Након капитулације Југославије 1941, вратио се у Солин и укључио у рад са симпатизерима Народноослободилачког покрета (НОП) на прикупљању оружја и муниције.
У Солински партизански одред ступио је 11. августа 1941. године. Као борац одреда, а касније десетар, учествовао је у многим диверзантским акцијама које је изводио одред око Солина и Каштела, све до 20. новембра, када су га приликом једне рације у Солину ухапсили италијански фашисти. У недостатку доказа, пуштен је из сплитског затвора 22. фебруара 1942. године. У исто време примљен је за члана Комунистичке партије Југославије (КПЈ).
Након изласка из затвора, ступио је у Солинску партизанску чету, где је остао до средине јуна, а затим је отишао у Динарски партизански одред за заменика политичког комесара батаљона. Убрзо је у одреду постао командант батаљона, али је са те дужности, 15. августа, премештен за заменика команданта Средњедалматинског партизанског одреда. Када је 6. септембра 1942. године формирана Прва далматинска бригада, у њен састав ушао је и Средњедалматински одред, па је Бранко постављен за команданта батаљона у бригади. Бранко се са својим батаљоном истакао у многим борбама против усташа и домобрана код Сиња и против италијанских фашиста код Томиславграда и Ливна. Дана 22. новембра, постао је командант новоформиране Треће далматинске бригаде.
У Четвртој непријатељској офанзиви, Бранко се са својом бригадом истакао у борбама код Имотског, Посушја, Широког Бријега, затим са Четвртом далматинском бригадом на Чврсници, када су четници спречени да се пробију у Јабланицу и угрозе рањенике у долини Раме. Тешке борбе водила је његова бригада и у Петој непријатељској офанзиви у Санџаку и Црној Гори. Расформирана је 6. јуна 1943. године. Тада је Дуде постављен за команданта батаљона у Другој далматинској бригади. На тој дужности остао је све до августа 1943. године, када је враћен у Далмацију. Средином септембра постављен је за команданта новоформиране Девете далматинске бригаде Двадесете далматинске дивизије.
Штаб Осмог далматинског корпуса убрзо је Бранка, 24. новембра 1943. године, поставио за команданта Групе средњедалматинских одреда, у чијем су се саставу борила четири одреда. Јединицом је руководио до августа 1944. године, када је постављен за начелника Штаба Двадесете дивизије, а од фебруара 1945. године за заменика команданта дивизије. У међувремену се налазио у Официрској школи при Врховном штабу НОВ и ПО Југославије. Приликом десанта на Дрвар учествовао је у борбама против немачких падобранаца. У знак признања за показану храброст, добио је од врховног команданта Јосипа Броза Тита пиштољ на поклон. Учествовао је и у завршним операцијама за ослобођење, у борбама за Книн, кроз Лику, Хрватско приморје и Трст. Више је пута у току рата био похваљен од Врховног штаба и Главног штаба Хрватске.
После рата налазио се високим положајима у Југословенској народној армији (ЈНА), од команданта милиције Народне Републике Хрватске до команданта дивизије. У послератном периоду завршио је и Вишу војну академију „Фрунзе“ у Совјетском Савезу. Пензионисан је у чину генерал-пуковника ЈНА, 1965. године. После пензионисања, активно се укључио у рад разних друштвено-политичких и спортских организација.
Умро је јула 1997. године.
Носилац је Партизанске споменице 1941. и више југословенских одликовања, међу којима су — Орден ратне заставе, Орден заслуга за народ са златном звездом, Орден братства и јединства са златним венцем, Орден партизанске звезде са сребрним венцем, Орден народне армије са златном звездом, Орден за храброст и Орден партизанске звезде са пушкама. Орденом народног хероја одликован је 20. децембра 1951. године.